# 丸の内仲通りビル
丸の内仲通りビル（まるのうちなかどおりビル）は、東京都千代田区丸の内二丁目に所在するオフィスビルである。旧名称は三菱電機ビルヂング。

## 歴史
1960年代、丸の内地区のオフィス需要は旺盛で、供給が逼迫していた。これに応じるべく、三菱地所は1917年（大正6年）竣工の三菱仲13号館、1955年（昭和10年）竣工の仲13号館別館、1922年竣工の東京電力丸ノ内変電所の建て替えを計画した。仲13号館別館を解体してその跡地の地下に変電所を建設し、その後仲13号館と旧変電所を解体して新ビルを建設することを検討したが、北隣の三菱仲15号館のテナントの日立製作所が第三大手町ビル（のちの日本ビルヂング）への移転を承諾したため、仲15号館を含めた計画に変更された。1960年12月14日、仲13号館別館の解体に着手。同館にあった養和会の剣道場や弓道場は三菱本館に仮移転した。1961年には仲13号館と仲15号館の解体を開始。仲15号館では解体を前に、東京消防庁の協力により大掛かりな火災実験が行われた。新たなビルは1963年1月16日に竣工。地下には2万kVAの高圧変電所が設けられた。三菱電機本社が入居したことから「三菱電機ビルヂング」と命名されたが、2005年11月に三菱電機は東京ビルディングに移転し、ビルの名称は「丸の内仲通りビル」に改められた。1980年～1981年に西隣に竣工した岸本ビルヂング・丸の内三井ビルとは一体化が図られ、地下駐車場の出入口を共用とするなどの工夫が図られた。